# Linaria alpina
Linaria alpina, palomilla alpina, es una planta  de flores purpúreas miembro del género Linaria. 

## Hábitat
Se encuentra en muchas montañas del sur y centro de Europa, desde la Sierra de Gredos y los Montes de León en España  a las de la península balcánica incluyendo la cordillera de Jura, los Alpes, Pirineos, y Apeninos centrales.

## Descripción
En contraste con otros miembros del Gro. , L. alpina  tiene flores purpúreas, con lóbulos anaranjados en el centro (en algunas formas, también hay púrpuras).

## Nombre común
- Deutsch: Alpen-Leinkraut ·
- English: Alpine toadflax ·
- Español: Palomilla alpina ·
- Français : Linaire des Alpes ·
- Hornjoserbsce: Hórski lenčk ·
- Nederlands: Alpenleeuwenbek ·
- Polski: Lnica alpejska ·
- Slovenščina: Alpska madronščica ·[2]

## Sinonimia
- Linaria benearnensis   (Rouy) Prain.[3]